# Női 3 méteres szinkronugrás a 2009-es úszó-világbajnokságon
A női 3 méteres szinkronugrást a 2009-es úszó-világbajnokságon július 23-án és 24-én rendezték meg. Előbb a selejtezőt. másnap a döntőt.

## Érmesek
| Arany                           | Ezüst                                            | Bronz                                                    |
| Kína · Guo Jingjing · Wu Minxia | Olaszország · Tania Cagnotto · Francesca Dallapè | Oroszország · Julija Pahalina · Anasztaszija Pozdnyakova |

## Eredmények
Zölddel kiemelve a döntőbe jutottak
| Helyezés  | Ugró                                     | Nemzetiség | Selejtező | Selejtező | Döntő     | Döntő    |
| Helyezés  | Ugró                                     | Nemzetiség | Pont      | Helyezés  | Pont      | Helyezés |
| --------- | ---------------------------------------- | ---------- | --------- | --------- | --------- | -------- |
| Aranyérem | Guo Jingjing Wu Minxia                   | CHN        | 342.90    | 1         | 348.00    | 1        |
| Ezüstérem | Tania Cagnotto Francesca Dallapè         | ITA        | 316.20    | 2         | 329.70    | 2        |
| Bronzérem | Julija Pahalina Anasztaszija Pozdnyakova | RUS        | 305.49    | 3         | 310.80    | 3        |
| 4         | Jennifer Abel Melanie Rinaldi            | CAN        | 302.70    | 5         | 309.90    | 4        |
| 5         | Briony Cole Sharleen Stratton            | AUS        | 301.74    | 6         | 309.18    | 5        |
| 6         | Kelci Bryant Ariel Rittenhouse           | USA        | 293.40    | 7         | 305.10    | 6        |
| 7         | Paola Espinosa Laura Sánchez Soto        | MEX        | 304.50    | 4         | 304.50    | 7        |
| 8         | Mai Nakagawa Sayaka Shibusawa            | JPN        | 282.96    | 9         | 291.45    | 8        |
| 9         | Katja Dieckow Nora Subschinski           | GER        | 285.90    | 8         | 282.30    | 9        |
| 10        | Olena Fedorova Alevtyina Koroljova       | UKR        | 281.73    | 10        | 263.67    | 10       |
| 11        | Raisa Geurtsen Iris Janssen              | NED        | 257.16    | 11        | 262.44    | 11       |
| 12        | Gondos Flóra Reisinger Zsófia            | HUN        | 234.96    | 12        | 245.19    | '12      |
| 16.5      | H09.5                                    |            |           |           | 00:55.635 | O        |
| 13        | Choi Sut Ian Choi Sut Kuan               | MAC        | 228.96    | 13        |           |          |